# Tiberio Fiorilli
Pour les articles homonymes, voir Scaramouche.
Tiberio Fiorilli, dit Scaramouche, né le 9 novembre 1608 à Naples et meurt le 7 décembre 1694 à Paris, est un acteur italien de la commedia dell’arte, créateur du personnage de Scaramouche, directeur de la troupe des Comédiens-Italiens.
C'est aussi un grand ami de Molière.
Premier comédien à paraître en France sous l’habit de Scaramouche, un mélange des types italien et espagnol où dominait le Capitan, Fiorilli partagea avec la troupe de Molière le Théâtre du Petit-Bourbon, et le Théâtre du Palais-Royal.
Le biographe et ami de Tiberio Fiorilli, Angelo Constantini, a rapporté que celui-ci aurait été un assez mauvais drôle dans sa jeunesse, très peu scrupuleux sur l’art de s’approprier le bien d’autrui. Son père, décoré du titre de capitaine de chevaux, avait dû fuir Capoue après un meurtre. Son fils commença ses exploits à Civitavecchia en faisant condamner deux Turcs à lui rembourser une somme qu’il les avait accusés faussement de lui avoir volée. Dépouillé à son tour par son valet, il aurait passé quelques jours aux galères parce qu’un argousin aurait cru reconnaître en lui un forçat évadé.
C’est après cette équipée que Fiorilli monta pour la première fois sur des tréteaux, où il obtint un succès d’enthousiasme. À Bologne, il dévalisa le chef de la police, puis fit le voyage de Florence à Livourne aux dépens de deux juifs en feignant de vouloir embrasser leur religion. Sur une tartane qui le conduisait à Naples, il escroqua une croix d’or à un religieux. Chez le duc de Satrian, il se reconduisit lui-même jusque hors du palais, tenant en main deux flambeaux d’argent qu’il ne rapporta jamais. Pris par des voleurs, il resta quelque temps dans leur bande, puis, appréhendé par les archers, il retrouva sa liberté, après avoir failli être pendu.
C’est alors qu’il épousa Marinette, qui devint l’une des meilleures actrices de sa compagnie. Il quitte l’Italie vers 1640 pour des raisons inconnues, peut-être simplement en suivant une troupe de comédiens, ou pour fuir une intrigue politique. Après diverses pérégrinations, Fiorilli arriva enfin à Paris sous le règne de Louis XIII, où son jeu plut à la reine, ce qui lui permit de fréquenter la cour.
Le roi Louis XIV, encore enfant, voulut le voir. Il se présenta devant le Roi dans son costume de théâtre, avec sa guitare, son chien, son chat et son perroquet, et il chanta un morceau dans lequel ces animaux faisaient leur partie de la façon la plus comique. Le petit roi demeura si satisfait que Scaramouche devint son amusement indispensable et qu’à tout moment il l’envoyait chercher. On raconte qu’un jour où le futur Louis XIV pleurait, à l’âge de deux ans, Scaramouche fit tout son possible pour le consoler, mais il le fit tant rire par des grimaces et pitreries que le petit dauphin s’oublia et satisfit « un besoin, qu’il eut sur le moment, sur les mains et sur l’habit de Scaramouche ». De ce jour Tiberio Fiorilli eut ordre de se rendre chaque soir à la cour pour amuser le prince. Jusqu’à la fin de sa vie, le Roi le protégea et l’accueillit avec la plus grande faveur.
Ayant acquis une célébrité européenne, dont témoignent les multiples estampes contemporaines qui le représentent, tantôt jouant de la guitare, tantôt en train de déclamer, Fiorilli joua la comédie jusqu’à l’âge de quatre-vingt-trois ans. Molière l’admirait fort et l’étudiait avec soin pour ses rôles de farces. 
Le personnage de Scaramouche est par la suite devenu un rôle type de la commedia dell’arte, il est également intégré aux histoires de marionnettes anglaises Punch & Judy.

## Autour de Scaramouche
- Angelo Constantini, dit Mezzetin, a écrit une Vie de Scaramouche assez bien documentée (Paris 1695 et Bruxelles 1699).
- Rafael Sabatini a écrit un roman intitulé Scaramouche, très lointainement inspiré par sa vie. Ce roman fut publié en 1921
- Scaramouche (film, 1923) film de Rex Ingram avec Ramon Novarro et Alice Terry, film adapté du roman
- Scaramouche (film, 1952) film de George Sidney avec Stewart Granger, Janet Leigh, Eleanor Parker et Mel Ferrer, film adapté du roman

## Source
- Alphonse Royer, Histoire universelle du théâtre, t. 3, Paris, A. Franck, 1870, p. 246-7.